# Metalpheus rostratipes
Metalpheus rostratipes is een garnalensoort uit de familie van de Alpheidae. De wetenschappelijke naam van de soort is voor het eerst geldig gepubliceerd in 1890 door Pocock.